# Cruz Azul
A Cruz Azul Fútbol Club (nevének jelentése: kék kereszt) Mexikóváros nagy múltú labdarúgócsapata (bár eredetileg nem ott, hanem Hidalgo államban működött), jelenleg a mexikói bajnokság első osztályában szerepel. Kilencszeres bajnok, négyszeres kupagyőztes, és hatszor megnyerte a CONCACAF-bajnokok ligája nemzetközi sorozatot is. Egy 2013-as felmérés szerint a harmadik legnépszerűbb csapat az országban.

## Története, hazai szereplés
A klubot 1927. május 22-én alapította meg a La Cruz Azul cementipari vállalat két dolgozója, Guillermo Álvarez Macías és Dr. Carlos Garcés, elnöke az előbbi lett. Eleinte amatőr csapatként kezdte meg a működését, Hidalgo államban, különösebb sikerek és kudarcok nélkül. 1960-ban határozták el egy új stadion (az Estadio 10 de Diciembre) építését és ezzel párhuzamosan a csapat professzionális szintre fejlesztését: az 1960–1961-es idényt már a másodosztályú bajnokságban kezdte meg az együttes. A szezon végére a 4. helyet sikerült megszerezniük, majd 1964-ben a magyar Marik György irányításával sikerült a feljutás az első osztályba.
Első szereplése a legmagasabb osztályhoz tartozó kupasorozatban (1964. február 23.) vereséggel végződött: a Club Necaxa otthonában 1–0-ra kikaptak. A ligában csak hónapokkal később, június 6-án mutatkoztak be, a Monterrey ellen. A bajnokság végén a 8. helyen zártak.
Az első bajnoki címet 5 évvel később, az 1968–1969-es szezonban szerezték meg a guadalajarai Chivas előtt, majd két év múlva ugyancsak őket megelőzve lettek bajnokok. A legemlékezetesebb sorozat azonban 1972-ben kezdődött, amikor is úgy lettek bajnokok, hogy a döntőben a Club Américát verték 4–1-re az Estadio Aztecában, majd a következő két évben megvédték címüket. A triplázás többé nem sikerült, de a duplázás igen: 1979-ben és 1980-ban is a Cruz Azul állhatott a dobogó legmagasabb fokára.
A következő évtizedben elmaradtak a sikerek. Bár a csapat háromszor is bejutott a döntőbe, mindháromszor vesztesként távozhatott onnan: 1981-ben az UNAM Pumas, 1987-ben a Guadalajara, 1989-ben pedig az América győzte le őket.
1990. október 10-én Mexikóváros déli részén avatták fel új, 45 000 m²-es központjukat, a La Noriát, mely 3 pályával és minden szükséges kiegészítő létesítménnyel rendelkezik.
A következő, és máig utolsó bajnoki címüket az 1997-es téli bajnokság során szerezték meg, a döntőben a León csapatát legyőzve. A döntőbe ezután még 5 alkalommal is bejutottak (1999 tél, 2008 Clausura, 2008 Apertura, 2009 Apertura és 2013 Clausura), de mindannyiszor csak az ezüstérmet tudták megszerezni. Az áttörést végül a 2021 Clausura hozta meg, amikor az alapszakasz élén zártak, majd a rájátszást is megnyerve ismét bajnokok lettek.

## Bajnoki eredményei
A csapat első osztályú szereplése során az alábbi eredményeket érte el:

### A régi rendszerben
| Év        | Helyezés |
| --------- | -------- |
| 1964–1965 | 8. hely  |
| 1965–1966 | 13. hely |
| 1966–1967 | 10. hely |
| 1967–1968 | 7. hely  |
| 1968–1969 | Bajnok   |
| 1969–1970 | 2. hely  |

### A rájátszásos rendszerben
| Év                | Alapszakasz-helyezés                                                          | Eredmény a rájátszásban |
| ----------------- | ----------------------------------------------------------------------------- | ----------------------- |
| México 1970       | 4. hely                                                                       | Bajnok                  |
| 1970–1971         | 7. hely                                                                       |                         |
| 1971–1972         | 1. hely                                                                       | Bajnok                  |
| 1972–1973         | 1. hely                                                                       | Bajnok                  |
| 1973–1974         | 1. hely                                                                       | Bajnok                  |
| 1974–1975         | 3. hely                                                                       | 4. hely                 |
| 1975–1976         | 4. hely                                                                       | Negyeddöntős            |
| 1976–1977         | 4. hely                                                                       | Negyeddöntős            |
| 1977–1978         | 6. hely                                                                       | Elődöntős               |
| 1978–1979         | 1. hely                                                                       | Bajnok                  |
| 1979–1980         | 2. hely                                                                       | Bajnok                  |
| 1980–1981         | 5. hely                                                                       | 2. hely                 |
| 1981–1982         | 7. hely                                                                       |                         |
| 1982–1983         | 12. hely                                                                      |                         |
| 1983–1984         | 6. hely                                                                       | Elődöntős               |
| 1984–1985         | 3. hely                                                                       | Negyeddöntős            |
| Prode 1985        | 4. hely                                                                       | Negyeddöntős            |
| México 1986       | 5. hely                                                                       | Negyeddöntős            |
| 1986–1987         | 2. hely                                                                       | 2. hely                 |
| 1987–1988         | 8. hely                                                                       |                         |
| 1988–1989         | 7. hely                                                                       | 2. hely                 |
| 1989–1990         | 18. hely                                                                      |                         |
| 1990–1991         | 3. hely                                                                       | Negyeddöntős            |
| 1991–1992         | 6. hely                                                                       | Elődöntős               |
| 1992–1993         | 6. hely                                                                       | Negyeddöntős            |
| 1993–1994         | 2. hely                                                                       | Negyeddöntős            |
| 1994–1995         | 3. hely                                                                       | 2. hely                 |
| 1995–1996         | 1. hely                                                                       | Negyeddöntős            |
| 1996 tél          | 10. hely                                                                      |                         |
| 1997 nyár         | 9. hely                                                                       |                         |
| 1997 tél          | 2. hely                                                                       | Bajnok                  |
| 1998 nyár         | 3. hely                                                                       | Negyeddöntős            |
| 1998 tél          | 1. hely                                                                       | Negyeddöntős            |
| 1999 nyár         | 3. hely                                                                       | Elődöntős               |
| 1999 tél          | 6. hely                                                                       | 2. hely                 |
| 2000 nyár         | 11. hely                                                                      |                         |
| 2000 tél          | 1. hely                                                                       | Negyeddöntős            |
| 2001 nyár         | 13. hely                                                                      |                         |
| 2001 tél          | 4. hely                                                                       | Elődöntős               |
| 2002 nyár         | 9. hely                                                                       |                         |
| 2002 Apertura     | 6. hely                                                                       | Negyeddöntős            |
| 2003 Clausura     | 11. hely                                                                      |                         |
| 2003 Apertura     | 11. hely                                                                      | Negyeddöntős            |
| 2004 Clausura     | 11. hely                                                                      | Elődöntős               |
| 2004 Apertura     | 16. hely                                                                      |                         |
| 2005 Clausura     | 2. hely                                                                       | Elődöntős               |
| 2005 Apertura     | 4. hely                                                                       | Negyeddöntős            |
| 2006 Clausura     | 2. hely                                                                       | Negyeddöntős            |
| 2006 Apertura     | 1. hely                                                                       | Negyeddöntős            |
| 2007 Clausura     | 4. hely                                                                       | Elődöntős               |
| 2007 Apertura     | 7. hely                                                                       | Negyeddöntős            |
| 2008 Clausura     | 3. hely                                                                       | 2. hely                 |
| 2008 Apertura     | 5. hely                                                                       | 2. hely                 |
| 2009 Clausura     | 18. hely                                                                      |                         |
| 2009 Apertura     | 2. hely                                                                       | 2. hely                 |
| 2010 Bicentenario | 9. hely                                                                       |                         |
| 2010 Apertura     | 1. hely                                                                       | Negyeddöntős            |
| 2011 Clausura     | 5. hely                                                                       | Elődöntős               |
| 2011 Apertura     | 2. hely                                                                       | Negyeddöntős            |
| 2012 Clausura     | 9. hely                                                                       |                         |
| 2012 Apertura     | 6. hely                                                                       | Negyeddöntős            |
| 2013 Clausura     | 5. hely                                                                       | 2. hely                 |
| 2013 Apertura     | 4. hely                                                                       | Negyeddöntős            |
| 2014 Clausura     | 1. hely                                                                       | Negyeddöntős            |
| 2014 Apertura     | 13. hely                                                                      |                         |
| 2015 Clausura     | 9. hely                                                                       |                         |
| 2015 Apertura     | 14. hely                                                                      |                         |
| 2016 Clausura     | 9. hely                                                                       |                         |
| 2016 Apertura     | 14. hely                                                                      |                         |
| 2017 Clausura     | 11. hely                                                                      |                         |
| 2017 Apertura     | 6. hely                                                                       | Negyeddöntős            |
| 2018 Clausura     | 12. hely                                                                      |                         |
| 2018 Apertura     | 1. hely                                                                       | 2. hely                 |
| 2019 Clausura     | 4. hely                                                                       | Negyeddöntős            |
| 2019 Apertura     | 12. hely                                                                      |                         |
| 2020 Clausura     | 1. hely Nem hivatalos eredmény, mivel a bajnokságot 10 forduló után törölték. |                         |
| 2020 Apertura     | 4. hely                                                                       | Elődöntős               |
| 2021 Clausura     | 1. hely                                                                       | Bajnok                  |
| 2021 Apertura     | 8. hely                                                                       |                         |
| 2022 Clausura     | 8. hely                                                                       | Negyeddöntős            |
| 2022 Apertura     | 7. hely                                                                       | Negyeddöntős            |
| 2023 Clausura     | 8. hely                                                                       |                         |
| 2023 Apertura     | 16. hely                                                                      |                         |
| 2024 Clausura     | 2. hely                                                                       | 2. hely                 |

## Nemzetközi szereplés
A Cruz Azul a második legsikeresebb csapat a CONCACAF-bajnokok ligája sorozatban (pontosabban a kezdeti időszakban még CONCACAF-bajnokok kupájának hívták): ezen a tornán 6-szor győzedelmeskedtek (1969, 1970, 1971, 1996, 1997, 2014), kétszer pedig szintén döntőbe jutottak, de kikaptak (2009, 2010).
A Copa Libertadoresben a győzelem eddig még nem sikerült nekik, de a döntőbe 2001-ben bejutottak, ahol a Boca Juniors győzte le őket.
A már megszűnt Copa Interamericana sorozatban is csak a második helyet érték el, egyetlen alkalommal: 1972-ben.

## Stadion

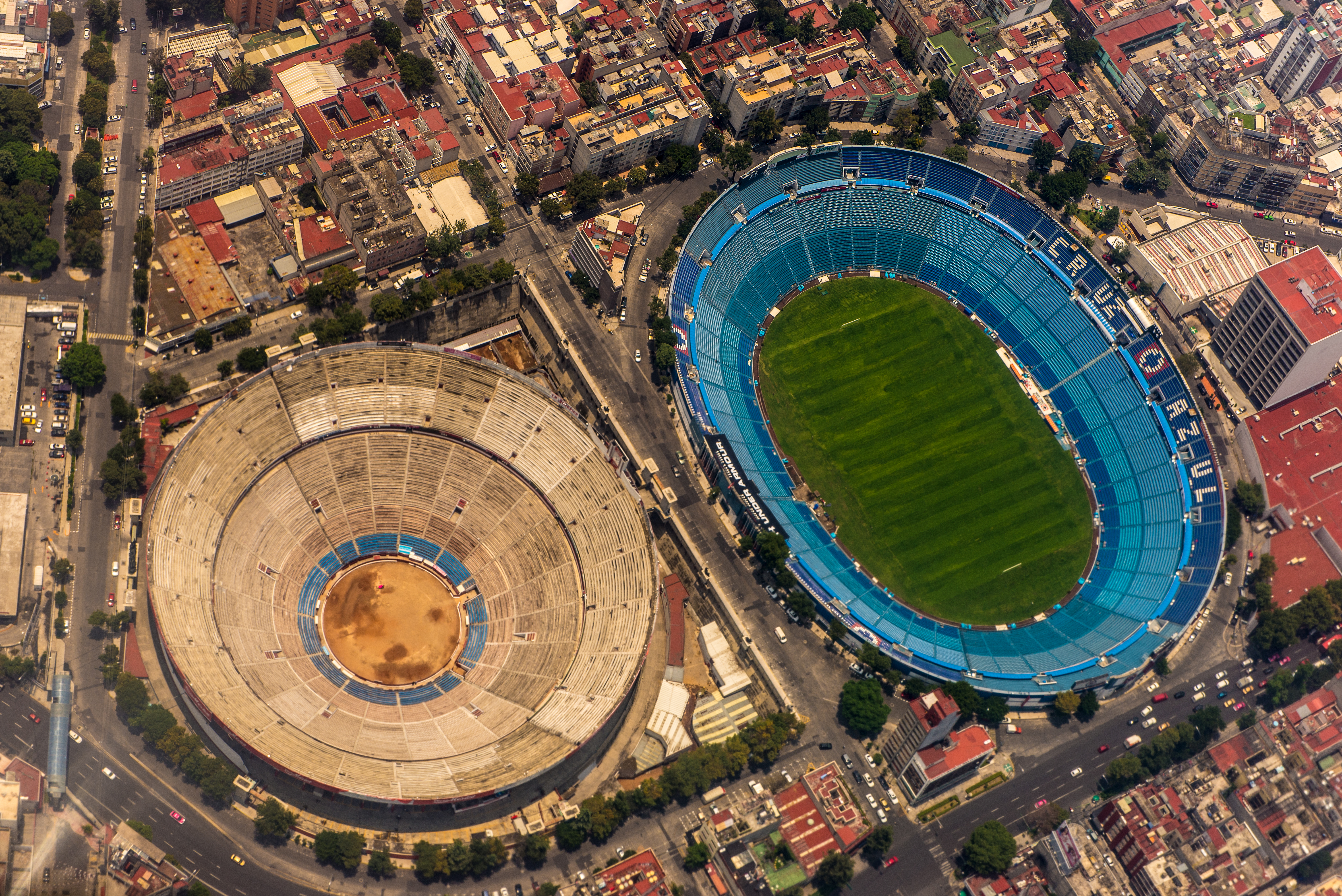
A stadion légi felvételen

A csapat stadionja 1996 óta a kék színű székekkel rendelkező Estadio Azul (Kék Stadion), mely Mexikóváros Benito Juárez nevű kerületében található. 1946. október 6-án avatták fel, de az első mérkőzést csak 1947. január 5-én rendezték meg benne. Eredetileg a Club América pályája volt, majd az 1950-es években a Club Necaxa rendezte itt hazai meccseit, majd több időszakban a Club Atlante (ennek klubszíneiről 1983 és 1996 között Estadio Azulgranának, vagyis Kék-gránátvörös Stadionnak nevezték). 35 161 férőhelyes lelátóját 24 szektorra osztották, a nézőteret a pályától elválasztó rácsozatot 2012-ben bontották el.

## Jelenlegi keret
A 2013. április 22-i állapot szerint:
| #  |     | Poszt | Név                   |
| -- | --- | ----- | --------------------- |
| 1  | MEX | K     | José de Jesús Corona  |
| 3  | MEX | V     | Néstor Araujo         |
| 4  | MEX | V     | Julio César Domínguez |
| 5  | MEX | V     | Alejandro Castro      |
| 6  | MEX | KP    | Gerardo Torrado (csk) |
| 8  | MEX | KP    | Israel Castro         |
| 10 | ARG | KP    | Christian Giménez     |
| 11 | MEX | KP    | Alejandro Vela        |
| 12 | MEX | K     | Guillermo Allison     |
| 13 | MEX | KP    | Allam Bello           |
| 14 | COL | V     | Luis Amaranto Perea   |

| #  |     | Poszt | Név               |
| -- | --- | ----- | ----------------- |
| 28 | MEX | V     | Rogelio Chávez    |
| 15 | MEX | V     | Gerardo Flores    |
| 16 | MEX | V     | Jair Pereira      |
| 17 | MEX | KP    | Pablo Barrera     |
| 20 | ARG | CS    | Mariano Pavone    |
| 21 | MEX | KP    | Héctor Gutiérrez  |
| 23 | ARG | KP    | Nicolás Bertolo   |
| 25 | MEX | K     | Yosgart Gutiérrez |
| 27 | MEX | CS    | Javier Orozco     |
| 29 | COL | CS    | Teófilo Gutiérrez |
| 32 | MEX | CS    | Jesús Lara        |

## Utánpótlás
A klub Mexikó egész területére kiterjedő utánpótlásakadémia-rendszert épített ki. Csak Mexikóvárosban 4-et tart fenn: Iztacalco, Coyoacán, Tlalpan és Xochimilco kerületekben, de az Oaxaca állambeli Oaxaca de Juárezben, a Yucatánban található Méridában és az északi határon, Ciudad Juárezben is működik ilyen intézmény, valamint akkreditációs folyamat alatt áll egy iskola a szintén oaxacai Lagunas városában és a hidalgói Tula de Allendétől délre is. Egyelőre nem akkreditált iskolái vannak Mexikóváros nyugati szélén, Zacatecasban, Monterreyben és Chihuahuában.

## Szurkolók
A csapatnak óriási szurkolótábora van, egy 2013-as felmérés szerint egész Mexikó futballszurkolóinak több mint 10%-ának a Cruz Azul a kedvenc csapata. Legnagyobb világhálós közösségi oldaluk a Máquina Cementera és a Vamos Cruz Azul.

## A csapat becenevei

La Máquina Celeste, vagyis az égszínkék mozdony

- Los Cementeros, vagyis cementgyáriak, arra utalva, hogy a klubot a Cruz Azul cementipari vállalat alapította
- Liebres, vagyis nyulak, mely a játékosok gyorsaságára utal. Kabalaállatként is egy fehér nyulat használnak[11]
- La Máquina, La Máquina Celeste, vagyis (égszínkék) mozdony. Ennek a mozdonynak a zakatolása fontos összetevője a csapat himnuszainak: az 1972-ből származó La Máquinita címűnek[12] is és az újabbnak is.[13]